# Leonaspis
Leonaspis is een geslacht van uitgestorven trilobieten, dat leefde van het Siluur tot het Devoon.

## Beschrijving
Deze 1,5 cm lange trilobiet had een brede kop met kleine ogen, die iets verhoogd lagen. De kop leek naar opzij en achter uitgetrokken en was bezet met enorme genale stekels. De 10 thoraxsegmenten bevatten brede, in stevige stekels uitlopende, rechtgegroefde pleurae. Het staartschild was ook vrij stekelig. De stekels van dit bodembewonende dier dienden ter bescherming.